# رستي بيج
رستي بيج (بالإنجليزية: Rusty Page)‏ هو لاعب اتحاد الرغبي نيوزلندي، ولد في 10 مايو 1908 في دنيدن في نيوزيلندا، وتوفي في 22 مايو 1985 في أوكلاند في نيوزيلندا.